# Kazuchika Okada
Kazuchika Okada (jap. 岡田 和睦 Okada Kazuchika; ur. 8 listopada 1987 w Anjō) – japoński wrestler znany z występów w New Japan Pro Wrestling. Najdłuższy posiadacz tytułu IWGP Heavyweight w historii.

## Osiągnięcia
- New Japan Pro Wrestling
  - IWGP World Heavyweight Championship (1 raz)
  - IWGP Heavyweight Championship (5 razy, najdłuższy reign w historii)[4][5][6]
  - G1 Climax (2012, 2014, 2021, 2022)[7][8]
  - New Japan Cup (2013, 2019)[9]
- Pro Wrestling Illustrated
  - 1 Miejsce w PWI 500 z 2017 roku
  - Match Of The Year (2017) vs. Kenny Omega z 4 Stycznia
  - Feud Of The Year (2017) vs. Kenny Omega
- Tokyo Sports
  - Best Bout Award (2012) vs. Hiroshi Tanahashi z 16 czerwca
  - Best Bout Award (2014) vs. Shinsuke Nakamura z 10 sierpnia[10]
  - Best Bout Award (2015) vs. Genichiro Tenryu z 15 listopada
  - Best Bout Award (2016) vs. Naomiji Marufuji z 18 Czerwca
  - Best Bout Award (2017) vs. Kenny Omega z 4 Stycznia
  - MVP Award (2012, 2013, 2015)[11][12][13][14][15][16]
- Toryumon Mexico
  - Young Dragons Cup (2005)[17]
- Wrestling Observer Newsletter
  - 5 Star Match (2013) vs. Hiroshi Tanahashi z 7 kwietnia
  - 5 Star Match (2013) vs. Hiroshi Tanahashi z 14 października
  - 5 Star Match (2016) vs. Hiroshi Tanahashi z 4 stycznia
  - 5 Star Match (2016) vs. Tomohiro Ishii z 6 Sierpnia
  - 6 Star Match (2017) vs. Kenny Omega z 4 Stycznia
  - 5 Star Match (2017) vs. Katsuyori Shibata z 9 Kwietnia
  - 6¼ Star Match (2017) vs. Kenny Omega z 11 Czerwca
  - 6 Star Match (2017) vs. Kenny Omega z 12 Sierpnia
  - Match of the Year (2013) vs. Hiroshi Tanahashi z 7 kwietnia
  - Match of the Year (2016) vs. Hiroshi Tanahashi z 4 Stycznia
  - Match of the Year (2017) vs. Kenny Omega z 4 Stycznia
  - Feud of the Year (2012, 2013) vs. Hiroshi Tanahashi
  - Feud of the Year (2017) vs. Kenny Omega
  - Best Wrestling Maneuver (2012, 2013) Rainmaker
  - Most Improved (2012)